# Mechanika teoretyczna
Mechanika teoretyczna – dział mechaniki klasycznej dotyczący zagadnień z zakresu statyki, kinematyki i dynamiki ciał nieskończenie sztywnych i ich układów w przestrzeni fizycznej, poddanych działaniu sił i momentów skupionych. Do zagadnień tych należą:
- elementy algebry i analizy wektorowej,
- statyka
  - równowaga układu i jej trwałość
  - zasada prac wirtualnych
  - geometryczna teoria równowagi
  - równowaga układów z uwzględnieniem tarcia
- kinematyka
  - kinematyka punktu
  - kinematyka ciała absolutnie sztywnego
  - ruch złożony
  - ruch punktu swobodnego
  - ruch punktu nieswobodnego
  - ruch względny
- dynamika
  - dynamika punktu materialnego
  - dynamika układu punktów
  - geometria mas
  - równania ruchu
  - energia kinetyczna
  - ogólne zasady dynamiki
  - dynamika swobodnego ciała sztywnego
  - dynamika nieswobodnego ciała sztywnego
- teoria zderzenia
  - dla punktu materialnego
  - dla układu punktów
  - dla ciał sztywnych